# Liên đoàn bóng đá Bahia
Liên đoàn bóng đá Bahia (tiếng Bồ Đào Nha: Federação Bahiana de Futebol), được thành lập ngày 14 tháng 9 năm 1913, là một liên đoàn bóng đá bang tại Brasil. Tổ chức này quản lý tất cả các giải đấu bóng đá chính thức tại bang Bahia và đâị diện cho các câu lạc bộ bóng đá bang Bahia tại liên đoàn bóng đá Brasil (CBF). Trụ sở chính của liên đoàn được đặt tại Edifício Palácio dos Esportes, Praça Castro Alves, Salvador.

## Các giải đấu
Liên đoàn bóng đá Bahia tổ chức các giải đấu sau:
- Campeonato Baiano da 1ª Divisão de Profissionais
- Campeonato Baiano da 2ª Divisão de Profissionais
- Campeonato Baiano da 3ª Divisão de Profissionais (chỉ tổ chức 1 lần duy nhất)
- Campeonato Baiano da 1ª Divisão de Juniores
- Campeonato Baiano da 2ª Divisão de Juniores
- Copa Governador do Estado da Bahia
- Campeonato Baiano de Futebol Juvenil
- Campeonato Baiano de Futebol Infantil
- Campeonato Baiano de Futebol Feminino
- Campeonato Baiano Intermunicipal de Futebol

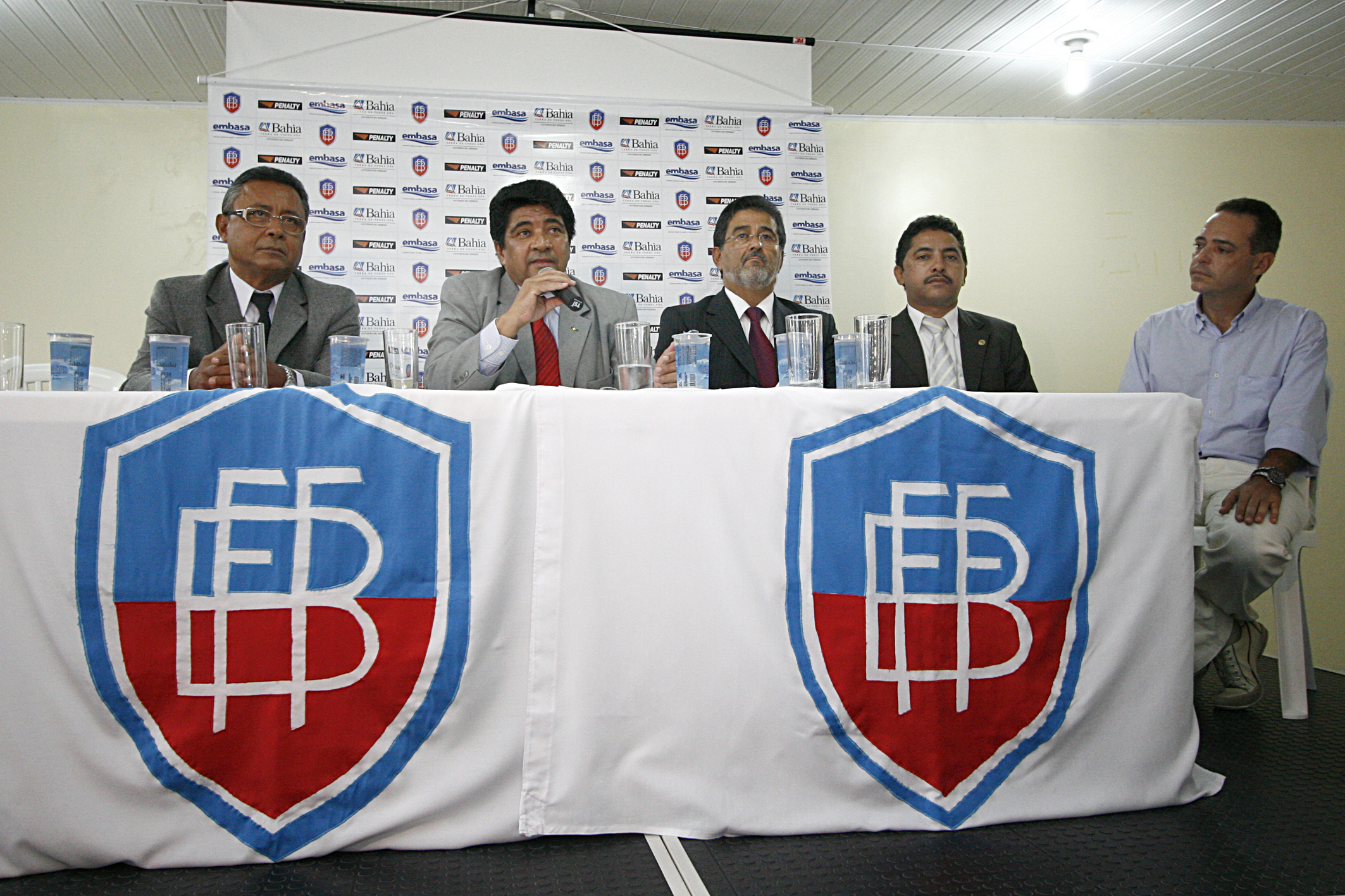
Sự kiện tài trợ cho Campeonato Baiano de Futebol mùa giải 2010.